# Vlado Komšić
Vlado Komšić (Kiseljak, 11. listopada 1955.), hrvatski bosanskohercegovački nogometaš. Igrao u obrani. Nastupao za Željezničar i Čelik. Sa Željezničarom došao do polufinala Kupa UEFA 1984./85.